# إنجاز
إنجاز (بالإنجليزية: Junior Achievement)‏‏ JA هي منظمة شبابية غير ربحية تأسست في 1919 بواسطة هوراس موسس (Horace Moses) وتيودور فيل (Theodore Vail) وعضو مجل الشيوخ لاحقاً وينثروب م. كرين، إنجاز يركز على تعليم الأطفال من سن 4 إلى 16 عن نظام المؤسسة الحر. إنجاز بدأ كتجمع صغير، نادي عمل بعد المدرسة لطلاب الساحل الشرقي من الولايات المتحدة.ة تلكن المؤسسة نمت لتصبح معبوفة بأبر مؤسسة عالمية مكرسة لتعليم الطلاب عن الأعمال الحرة، تأهيب القوى العاملة ومحو الأمية المالية.

## إنجاز البحرين
إنجاز البحرين مؤسسة غير ربحية بدأت في خدمة المجتمع عام 2005 كجزء من المؤسسة العالمية (Junior Achievement) بهدف إلهام وإعداد الشباب البحريني للنجاح في الاقتصاد العالمي.
وبدعم من نماذج إيجابية من المتطوعين الذين يتطوعون بوقتهم لتقديم البرامج يتم توعية وتزويد الطلبة بمعلومات تتعلق بأسس الأعمال التجارية، المواطنة، الاقتصاد، وتنظيم المشاريع التجارية، وأخلاقيات العمل والثقافة المالية، والاستعداد لسوق العمل إلى جانب تعزيز الثقة بالنفس والتحفيز إلى تحقيق المصالح الشخصية والتعليمية، والأهداف المهنية.
تساهم تجربة إنجاز البحرين التعليمية على إرساءالأسس التي يبنى عليها الطلبة في اكتساب المهارات والقدرات اللازمة للنجاح في حياتهم في عالم سريع التغيير.

### برامج إنجاز البحرين

#### أكثر من مجرد مال
يتعرف الطلبة من خلال هذا البرنامج على كيفية الكسب، الربح، الإنفاق، تقاسم وجني المال، نوعية الأعمال التي يمكن من من خلالها كسب وجني المال.

#### مهن ذات غرض
يكتسب الطلبة من خلال هذا البرنامج المهارات اللازمة لإتخاذ مختلف القرارت سواء في الحياة العلمية أو العملية.كما يتعرف الطلبة على أهمية السعي إلى المهن التي تساعدهم على تحقيق الغرض النبيل في حياتهم المستقبلية والإعداد لسوق العمل.

#### حركة المصارف
يتعرف الطلبة في هذا البرنامج على أسس ومبادئ العمل المصرفي حيث يكتسبون قدر كبير من المفاهيم المتعلقة بهذا القطاع. كذلك بتم تعريف الطلبة على مميزات، ومنتجات، وخدمات المصارف حتى يتسنى لهم كمستهلكين الاستفادة منها، والععرف على أهم التحديات التي يمكن مواجهتها في العمل المصرفي والتغلب عليها بنجاح وفي بيئة تنافسية. يتوال هذا البرنامج شرح تقييم إمكانيات فرض العمل في المصارف، وتشجيع الطلبة ليصبحوا مواطنين أفضل ومستهلكين أذكياء.

#### الشركة
يعتمد هذا البرنامج على أسلوب التدريب العملي للطلبة من خلال تأسيس شركة خاصة بهم وإدارتها تحت الإشراف المباشر للمتطوع. ويهدف هذا البرنامج إلى تشجيع الطلبة على الريادة وعملية جمع المعلومات ودراسة السوق المحلية وبعد جمع رأس مال الشركة مكن خلال بيع الأسهم يقوم الطلبة باختيار السلعة أو الخدمة التي سيتم تسويقها من قبل شركتهم. وفي نهاية البرنامج يتم تصفية الشركة وتوزيع الأرباح على المساهمين.
وفكرتها هي تجميع رأس المال وشراء منتج بحيث يعدلونه ويبيعونه بسعر أعلى قليلا، وهذا المنتج كان عبارة عن آي تانك مزود بصنبور ولي يعمل كشطاف قوي، وقد تم بيع أكثر من 200 آي تانك بحجم(3ل-5ل-7ل)بسعر(180-250-320) على التوالي.

#### مهارات النجاح
يركز هذا البرنامج على تنمية مهارات الطلبة في مجال التواصل مع الآخرين والتأثير الإيجابي على من حولهم والإيمان بالعمل بروح الفريق الواحد. كما يتناول البرنامج كيفية اختيار الطلاب لمهنتهم المستقبلية وتهيئتهم لدخول سوق العمل من خلال تعريفهم بكيفية إعداد السيرة الذاتية والتصرف خلال مقابلات العمل والمباشرة ببناء ملف الوثائق الشخصية الخاصة بهم.

#### أخلاقيات العمل
صمم برنامج أخلاقيا العمل بهدف تعزيز مهارات صنع القرارات المتعلقة بالأخلاقيات لدى الطلبة وذلك لإعدادهم لخوض سوق العمل. ويساعد هذا البرنامج الطلبة على تعلم وإدراك وتحليل وتطبيق المفاهيم والمصطلات والنظريات الأساسية المتبعة في عملية دراسة الأخلاقيات. كما يتيح البرنامج للطلبة استكشاف قيمهم الأخلاقية حتى يتمكنوا من تأسيس وبناء أولوياتهم الأخلاقية ويتعرفون على أهم الأمور المتعلقة بالأخلاقيات إلى جانب المقدرة على تقييم عملية اتخاذ القرارات بأنفسهم.